# Lago Borkower
El lago Borkower (en alemán: Borkowersee) es un lago situado en el distrito de Ludwigslust-Parchim, en el estado de Mecklemburgo-Pomerania Occidental (Alemania), a una altitud de 36 metros; tiene un área de 19.6 hectáreas.